# Selago nachtigalii
Selago nachtigalii là một loài thực vật thuộc họ Scrophulariaceae. Đây là loài đặc hữu của Namibia. Môi trường sống tự nhiên của chúng là sa mạc lạnh.